# 朱利奥·卡钱德拉
朱利奥·卡钱德拉（義大利語：Giulio Cacciandra，1884年7月15日—1970年1月28日），意大利男子马术运动员。他曾代表意大利参加1920年夏季奥林匹克运动会马术比赛，获得一枚银牌和一枚铜牌。